# Maastrichtidelphys
Maastrichtidelphys — пізньокрейдяний рід метатерійових ссавців з Нідерландів у Європі. Рід містить один вид M. meurismeti. Він відомий за надзвичайно малим правим верхнім моляром, і його аналіз свідчить про те, що Maastrichtidelphys найбільше споріднений північноамериканському герпетотерієвому роду Nortedelphys, який є лансійським за віком.
Maastrichtidelphys належить до групи ссавців, які походять із Північної Америки, Herpetotheriidae. Присутність Maastrichtidelphys у Європі в пізньому крейдяному періоді показує, що між Північною Америкою та Європою існував високоширотний шлях поширення тварин у Північній Атлантиці, що свідчить про те, що вони поширилися Європою принаймні на 10 мільйонів років раніше, ніж вважалося раніше.